# Bielaja Ruś
Bielaja Ruś (tiếng Belarus: РОО "Белая Русь") là một tổ chức chính trị ở Belarus, được thành lập vào ngày 17 tháng 11 năm 2007 nhằm ủng hộ Tổng thống Belarus Aliaksandr Ryhoravič Lukašenka. Tổ chức được thành lập dựa theo mô hình Đảng nước Nga thống nhất của Tổng thống Nga Vladimir Vladimirovich Putin, tuy nhiên Bielaja Ruś chưa chính thức được chuyển đổi thành một đảng phái chính trị. Lãnh đạo của Bielaja Ruś là Bộ trưởng Giáo dục của Belarus – Aliaksándar Michájlavič Radźkóŭ (Алякса́ндар Міха́йлавіч Радзько́ў).